# Marcel Bardiaux
Pour les articles homonymes, voir Bardiaux.
 (octobre 2014).
Si vous disposez d'ouvrages ou d'articles de référence ou si vous connaissez des sites web de qualité traitant du thème abordé ici, merci de compléter l'article en donnant les références utiles à sa vérifiabilité et en les liant à la section « Notes et références ».
Marcel Bardiaux est un navigateur et écrivain français né le 12 avril 1910 à Clermont-Ferrand et mort à Redon le 10 février 2000,. Il est le premier solitaire à avoir franchi le cap Horn d'est en ouest (contre les vents dominants), en plein hiver (austral) 1952 à la barre d'un voilier de 9,38 m en bois, Les Quatre-Vents.

## Biographie

### Enfance
Né en Auvergne, Marcel Bardiaux connaît une enfance difficile. Son père est tué dans les derniers jours précédant l'armistice de la Première Guerre mondiale. À Paris, en 1918, sa mère se trouve dans l'obligation de le confier à un orphelinat.

### Années 30: premiers voyages et exploits et premières inventions
Marcel Bardiaux effectue un tour de l'Europe en solitaire et en canoë — qu'il baptise Belle Étoile. Il effectue 13 000 km à la pagaie dont 8 000 en mer. Il pagaie via le Danube, en revenant par les mers Noire, Égée et Méditerranée. Il est le premier Français à réussir la technique de l'esquimautage (actualités Pathé-Journal muettes de 1932) pour montrer la maniabilité des kayaks qu'il commercialise. Il est aussi considéré comme le meilleur kayakiste descendeur jusqu'en 1948. Il est le rival du grand Eberhardt de 1934 à 1936 en course en ligne. Mais il ne peut être sélectionné aux JO de Berlin en 1936, étant considéré comme un professionnel car il construit des kayaks (les JO étant alors réservés seulement aux sportifs amateurs). En tant que descendeur, il réussit la première de la Guisane (affluent de la Durance dans le Briançonnais) et la descente du canyon du Rhône (aujourd’hui noyé par le barrage de Génissiat).
Durant la Seconde Guerre mondiale, il est fait prisonnier et s'échappe deux fois avant d'être repris.
Il invente également le « Bardiaux », petite embarcation faite d'une toile tendue sur une armature en bois démontable. Il réussit la commercialisation de cette invention ainsi que des kayaks conçus selon le même principe. Cette technique est ensuite reprise sur les canoës démontables.

### Années 40 - 50 - Tour du Monde et insubmersible
Il commence la construction du cotre en bois riveté cuivre et insubmersible Les Quatre-Vents en 1943 qui le mène autour du monde entre 1950 et 1958. Il parcourt 68 000 milles (env. 125 000 km) du Havre à Paris en passant par Dakar, Rio, le Cap Horn, Ushuaïa, Valparaiso, Papeete, Durban, Sainte-Hélène, Pointe-A-Pitre et New York où il reçoit la prestigieuse Blue Water Medal, décernée par le cruising Club of America pour l'exploit maritime de l'année (Alain Gerbault, Éric Tabarly ou Bernard Moitessier figurent au palmarès).

### Années 60 - 80 - Construction du premier voilier en inox
En 1966, Bardiaux achève la construction, particulièrement difficile, d'un second voilier de 15 mètres et 22 tonnes, premier navire de plaisance en inox connu, d'où son nom. Ce ketch est construit dans un souci d'autonomie et de durabilité poussée à l'extrême, même le gréement, espars compris, est entièrement en inox. Totalement insubmersible, divisé en 50 compartiments étanches, aucune navigation ne lui est impossible, même les plus dures, Inox étant conçu pour affronter les conditions les plus extrêmes. À son bord, Bardiaux boucle un tour du monde sans escale de 229 jours, 3 jours de plus que sir Francis Chichester. La performance est extraordinaire car Inox n'est pas un voilier de course.
Bardiaux ne cesse de parcourir le monde : Canada, Angleterre, Irlande, Alaska, Japon, Australie, Patagonie ... En 1981, il recueille un naufragé réfugié dans son canot de survie entre le cap de Bonne-Espérance et l'Australie.

### Années 90 - Derniers exploits
Au cours d'une traversée hivernale entre Halifax et la France (novembre 1994), Marcel Bardiaux essuie un ouragan force 12. À 84 ans, le vieil homme est projeté à la mer au cours d'une manœuvre. Il parvient miraculeusement à regagner son bord. Il touche enfin la France après 33 jours de mer.
En octobre 1996, Inox est pris dans une tempête en Gaspésie et fait côte. Son skipper de 86 ans est accablé par cette fortune de mer. Cette ultime tempête achève le rêve de celui qui voulait devenir le premier navigateur solitaire centenaire. Marcel Bardiaux rapatrie son voilier en France (sa 40e traversée de l’Atlantique en solitaire à 88 ans) et s'installe à Redon où il décède en 2000 dans l'anonymat.
Marcel Bardiaux laisse derrière lui un sillage de quatre cent mille milles, l'équivalent de dix-huit fois le tour de la Terre.
Après la mort de Marcel Bardiaux, Inox est repris par un admirateur, restauré et amélioré, mais en conservant l'esprit de son concepteur.

## Publications
Marcel Bardiaux raconte son premier tour du monde avec le voilier « Les 4 vents » dans deux livres :
- Aux 4 vents de l'aventure - Le défi au cap Horn, Flammarion, 1958, collection « L'aventure vécue ».
- Aux 4 vents de l'aventure - Par le chemin des écoliers, Flammarion, 1959, collection « L'aventure vécue ».

Il a publié à son compte :
- Entre deux tours du monde.
- Les 4 vents (plaquette destinée à financer la construction du bateau)
- Les aventures de Marcel Bardiaux
- Entre deux tours du monde
- La mer ou la fille
- L’école de la vie 1910-1994

Il a aussi publié d'autres ouvrages et des articles de presse dans les revues nautique, notamment  dans "Loisirs Nautiques". France 3 "Thalassa" lui a consacré un sujet.